# ان‌جی‌سی ۴۳۸
ان‌جی‌سی ۴۳۸ (انگلیسی: NGC 438) نام یک کهکشان مارپیچی در صورت فلکی سنگتراش است.